# Otto Eduard Graf von Zedlitz und Trützschler

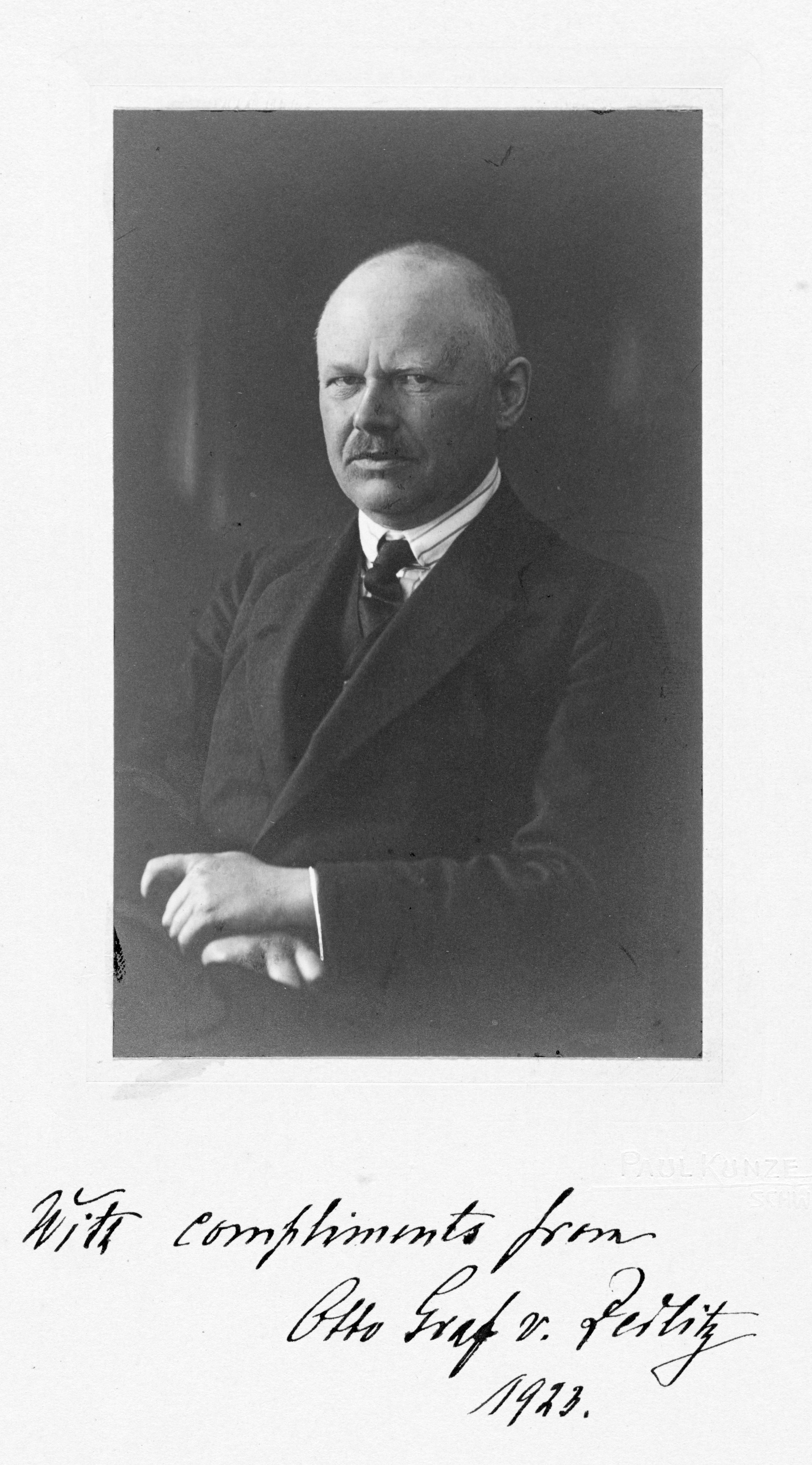

Otto Eduard Graf von Zedlitz und Trützschler (* 23. März 1873 in Schwentnig, Deutsches Reich; † 4. Dezember 1927 in Varberg) war ein deutscher Ornithologe und Schriftsteller.

## Herkunft
Sein Großvater war der Regierungspräsident Carl Graf von Zedlitz-Trützschler (1800–1880). Seine Eltern waren der Rittmeister Karl Friedrich Wilhelm Constantin von Zedlitz-Trützschler (* 20. Januar 1833; † 1. Februar 1888) und dessen Ehefrau Helene von Rohr (* 21. Januar 1839; † 30. März 1878) Hause Hohenwulsch bei Stendal.
Er hatte noch eine Schwester Helene Dorothea (* 3. März 1878) die aber schon am 15. März 1884 verstarb.

## Leben
Nach dem frühen Tod seiner Mutter verstarb auch sein Vater relativ früh. Als Waise wuchs er im Haushalt seiner Tante Elisabeth Zedlitz-Trützschler (* 1826), einer langjährigen Pröpstin des Freiadligen Magdalenenstifts in Altenburg, auf. Otto Graf Zedlitz’ Leidenschaft galt der Sammlung von Vogel-Bälgen und der damit verbundenen weltweiten Jagd auf Vögel. Seine Leidenschaft entwickelte er schon früh auf dem elterlichen Gut, welches schon seit 1734 im Besitz der Familie war. In den heimatlichen Auen und Wäldern wurde er sehr früh ein hervorragender Schütze und beobachtete interessiert deren Fauna. Seine Schulzeit verbrachte er in Breslau. Später wurde er Jurastudent, obwohl dies seinem eigentlichen Wunsch nach einem Studium der Zoologie nicht entsprach. Er beugte sich dem Wunsch seines Onkels Robert von Zedlitz-Trützschler, der die Zoologie als brotlose Kunst bezeichnete. Es folgten einige Jahre als Leutnant bei den Leibkürassieren von Breslau.
Bald zog ihn sein Forscherdrang in die weite Welt. Schon 1900 begleitete er Arthur Berger und Hauptmann J. Roth nach Norwegen und Spitzbergen. In den Jahren 1904, 1905 und 1906 reiste er nach Tunis. Zusammen mit Paul Spatz und seinem Freund Alfred Blanchet bereiste er Algerien sowie Nordost-Afrika. Es folgte 1908 bis 1909 eine ornithologische Reise nach Eritrea und die angrenzenden Gebiete Äthiopiens. Begleitet wurde er von seinem Präparator C. W. Müller. Im Juli und August des Jahres 1910 nahm er an der Zeppelin-Studienfahrt mit dem Dampfer Mainz teil. Die Reiseroute beinhaltete das nördliche Norwegen, die Bäreninsel, den westlichen Teil Spitzbergens sowie die arktische Eiskante. Im Jahr 1911 bereiste er die Sinai-Halbinsel. Im Frühjahr 1913 ging seine Reise zusammen mit seinem alten Weggefährten Paul Spatz erneut nach Algerien. Beide erforschten insbesondere die Gebiete, die Walter Rothschild, 2. Baron Rothschild, und Ernst Hartert noch nicht untersucht hatten. Der Erste Weltkrieg führte ihn in den Jahren 1915 bis 1918 nach West-Russland ins sumpfige Schtscharagebiet und die Prypjatsümpfe. Für seine Publikationen zu den Prypjatsümpfen nutze er auch Manuskripte und Veröffentlichungen des Ornithologen Walther Hellmuth Karl Otto Graßmann.  Nach dem Krieg verließ er aufgrund der geänderten politischen Verhältnisse Deutschland und zog nach Tovhult in Kalv, Älvsborgs län, Schweden.
Zedlitz war Mitglied der Deutschen Ornithologen-Gesellschaft, wurde 1915 Ausschussmitglied und bekleidete von 1921 bis 1923 das Amt des zweiten Vorsitzenden. 1923 wurde er korrespondierendes Mitglied der American Ornithologists’ Union. Ferner war Zedlitz sei 1926 Ehrenmitglied der Société ornithologique de Françe (heute: La Société d’Etudes Ornithologiques de France) und des Vereins Schlesischer Ornithologen. Seine meisten Publikationen erschienen im Journal of Ornithology. Des Weiteren veröffentlichte er auch Artikel in Ornithologische Monatsberichte, Beiträge zur Fortpflanzungsbiologie, Wild und Hund, Revue française d'ornithologie, Fauna och Flora, Södra Älvsborgs läns jaktvårdsförenings årsbok.
Mit seinen Beiträgen zur Systematik palaeoarktischer und afrikanischer Vögel erweiterte er die bisherigen Forschungsaufgaben der Ornithologie, indem er beispielsweise die Brutzeit afrikanischer Vögel in Relation zur Periodizät des Klimas setzte oder das Gewicht der Vögel als Ausdruck physiologisch bedingter Schwankungen im Fettansatz betrachtete.
Zu den weiteren zahlreichen Freunden und Bekannten des Grafen gehörten unter anderem Zar Ferdinand I der Bulgaren, Lord Walther Rothschild, Freiherr Carlo von Erlanger, Hans Hermann Carl Ludwig von Berlepsch sowie Friedrich von Lucanus.

## Taxa
Graf von Zedlitz beschrieb die Taxa verschiedener Arten und Unterarten.

### Arten
- Hartert-Camaroptera (Camaroptera harterti) (Zedlitz, 1911)

### Unterarten
- Blauastrild (Uraeginthus angolensis natalensis) (Zedlitz, 1911)
- Braunflügel-Mausvogel (Colius striatus hilgerti) (Zedlitz, 1910)
- Brillentaube (Streptopelia decipiens elegans) (Zedlitz, 1913)[3]
- Felsentaube (Columba livia palaestinae) (Zedlitz, 1912)
- Maskenpirol (Oriolus larvatus reichenowi) (Zedlitz, 1916)[4]
- Meisensänger (Parisoma subcaeruleum ansorgei) (Zedlitz, 1921)[5]
- Nasenstreif-Honiganzeiger (Indicator minor riggenbachi) (Zedlitz, 1915)
- Perlenbartvogel (Trachyphonus margaritatus somalicus) (Zedlitz, 1910)
- Rohrweihe (Circus aeruginosus harterti) (Zedlitz, 1914)[6]
- Steinschwalbe (Ptyonoprogne fuligula pusilla) (Zedlitz, 1908)[7]
- Wachtel (Coturnix coturnix erlangeri) (Zedlitz, 1912)
- Wachtelastrild (Ortygospiza fuscocrissa mülleri) (Zedlitz, 1911)[8]
- Weidenmeise (Poecile montanus loennbergi) (Zedlitz, 1925)

Eine Unterart des Kaptriel (Burhinus capensis ehrenbergi) (Zedlitz, 1910) gilt als ungültig. Es stellte sich heraus, dass es sich hierbei um die bereits beschriebene Art Burhinus capensis dodsoni (Ogilvie-Grant, 1899) handelte. Auch bei der Unterart Bonasia bonasia grassmanni (Zedlitz, 1920) zeigte sich später, dass diese Unterart des Haselhuhns bereits 1758 als Tetrastes bonasia bonasia von Carl von Linné beschrieben wurde. Zusammen mit Friedrich von Lucanus beschrieb er 1917 Turdus viscivorus jubilaeus. Auch hier stellte sich später heraus, dass es sich um die Subspezies der Misteldrossel Turdus viscivorus viscivorus (Linnaeus, 1758) handelt. So finden sich noch viele andere Exponate aus der Sammlung von Graf von Zedlitz im Naturhistoriska riksmuseet, da er dem Museum seine gesamte Sammlung von 7481 Vögeln vermacht hatte. Als Dank vergab die Schwedische Akademie der Wissenschaft dem Spender die Große Goldene Linné-Medaille.

### Ehrungen und Widmungen
Oscar Neumann widmete ihm 1907 einer Unterart des Wüsten-Gimpela (Bucanetes githagineus zedlitzi), da dieser Exemplare aus seiner Privatsammlung zur Verfügung gestellt hatte. Zwei Jahre später benannte Anton Reichenow eine Unterart des Kurzflügel-Cistensängers (Cisticola brachypterus zedlitzi) unter dem Protonym Cisticola zedlitzi zu seinen Ehren. Auch dieses Typusexemplar stammte aus der Sammlung von Zedlitz. Das Taxon Sylvietta zedlitzi (Reichenow, 1918) ist in Wirklichkeit die Unterart vom Rotzügel-Sylvietta (Sylvietta whytii jacksoni) (Sharpe, 1897). Nils Carl Gustaf Fersen Gyldenstolpe beschrieb 1922 eine Unterart des Graukopfsperling (Passer griseus zedlitzi). Allerdings handelt es sich hierbei aller Voraussicht nach um Passer griseus ugandae (Reichenow, 1904).

## Schriften
- J. Roth, Arthur Berger, Otto Graf von Zedlitz: Deutsches Weidwerk unter der Mitternachtssonne. Paul Parey, Berlin 1902.
- Hat die im Winter niedergegangene Regenmenge einen Einfluß auf das Brutgeschäft einzelner Vögel im Chott-Gebiete südlich des Atlas? In: Journal für Ornithologie. Band 56, Nr. 3, Juli 1908, S. 480–487 (biodiversitylibrary.org [abgerufen am 31. August 2015]).
- Ornithologische Beobachtungen aus Tunesien speziell dem Chott-Gebiete. In: Journal für Ornithologie. Band 57, Nr. 2, April 1909, S. 121–211 (biodiversitylibrary.org).
- Ornithologische Beobachtungen aus Tunesien, speziell dem Chott-Gebiete. In: Journal für Ornithologie. Band 57, Nr. 3, Juli 1909, S. 241–322 (biodiversitylibrary.org [abgerufen am 31. August 2015]).
- Einige neue Formen aus Nordost-Afrika. In: Ornithologische Monatsberichte. Band 18, Nr. 1, 1910, S. 8–10 (biodiversitylibrary.org).
- Einige neue Formen aus Nordost-Afrika. In: Ornithologische Monatsberichte. Band 18, 1910, S. 39–44 (biodiversitylibrary.org [abgerufen am 31. August 2015]).
- Meine Ornithologische Ausbeute Nordost-Afrikas. In: Journal für Ornithologie, 1910. Band 58, Nr. 2, S. 290–394 (biodiversitylibrary.org [abgerufen am 31. August 2015]).
- Meine Ornithologische Ausbeute Nordost-Afrikas. In: Journal für Ornithologie, 1910. Band 58, Nr. 4, S. 731–807 (biodiversitylibrary.org [abgerufen am 31. August 2015]).
- Meine ornithologische Ausbeute in Nordost-Afrika. In: Journal für Ornithologie. Band 59, Nr. 1, Januar 1911, S. 1–92 (biodiversitylibrary.org [abgerufen am 31. August 2015]).
- Ornithologische Notizen von der „Zeppelin-Studienfahrt“ Spitzbergen Sommer 1910. In: Journal für Ornithologie. Band 59, 2, April, 1911, S. 300–327 (biodiversitylibrary.org [abgerufen am 31. August 2015]).
- Revision des Genus Camaroptera. In: Journal für Ornithologie. Band 59, Nr. 2, April 1911, S. 328–345 (biodiversitylibrary.org [abgerufen am 31. August 2015]).
- Nachtrag zu „Meine ornithologische Ausbeute in Nordost-Afrika“. In: Journal für Ornithologie. Band 59, Nr. 2, April 1911, S. 591–613 (biodiversitylibrary.org [abgerufen am 31. August 2015]).
- Heinrich von Preußen, Hugo Emil Hergesell, Adolf Miethe, Gustav von Bartenwerffer, Erich von Drygalski, Max Reich, Karl Friedrich von dem Knesebeck, Hans Hilmers, Ferdinand Leiber, Otto Eduard Graf von Zedlitz und Trützschler, Ferdinand Graf von Zeppelin: Mit Zeppelin nach Spitzbergen: Bilder von der Studienreise der deutschen arktischen Zeppelin-Expedition, Bong, Berlin 1911, (Reprint: BookSurge Publishing, 2003, ISBN 978-1-4212-1289-0)
- Von Suez zum Sankt Katharinen-Kloster - Ein ornithologischer Streifzug. In: Journal für Ornithologie. Band 60, Nr. 3, Juli 1912, S. 325–329 (biodiversitylibrary.org [abgerufen am 31. August 2015]).
- Von Suez zum Sankt Katharinen-Kloster - Ein ornithologischer Streifzug. In: Journal für Ornithologie. Band 60, Nr. 4, Oktober 1912, S. 529–569 (biodiversitylibrary.org [abgerufen am 31. August 2015]).
- Ornithologische Ergebnisse der Reise von Paul Spatz in die algerische Sahara im Sommer 1912. In: Novitates Zoologicae. Band 20, 1913, S. 164–186 (biodiversitylibrary.org [abgerufen am 31. August 2015]).
- Ornithologische Reisebilder aus Nord-Algerien. In: Journal für Ornithologie. Band 62, Nr. 1, Oktober 1914, S. 110–134 (biodiversitylibrary.org [abgerufen am 31. August 2015]).
- Zusammenstellung der im April – Juni 1913 in Algerien von mir gemachten nidologischen Beobachtungen. In: Journal für Ornithologie. Band 62, Nr. 1, Januar 1914, S. 134–148 (biodiversitylibrary.org [abgerufen am 31. August 2015]).
- Das Süd-Somaliland als zoogeographisches Gebiet. In: Journal für Ornithologie. Band 62, Nr. 4, Oktober 1914, S. 608–678 (biodiversitylibrary.org [abgerufen am 31. August 2015]).
- Notizen über die Städtische Vogelsammlung in Kielce. In: Ornithologische Monatsberichte. Band 23, 1915, S. 161–167 (biodiversitylibrary.org [abgerufen am 31. August 2015]).
- Das Süd-Somaliland als zoogeographisches Gebiet. In: Journal für Ornithologie. Band 64, Nr. 1, Januar 1916, S. 1–119 (biodiversitylibrary.org [abgerufen am 31. August 2015]).
- Liste der im Gebiete der Schara beobachteten Vögel. In: Journal für Ornithologie. Band 65, Nr. 2, Januar 1917, S. 278–308.
- Der Einfluß des russischen Winters auf die Vogelwelt. In: Journal of Ornithology. Band 66, Nr. 4, Oktober 1918, S. 409–420 (biodiversitylibrary.org [abgerufen am 31. August 2015]).
- Beobachtungen an Rabenvögeln im westlichen Rußland. In: Ornithologische Monatsberichte. Band 26, Nr. 3/4, 1918, S. 33–39 (biodiversitylibrary.org [abgerufen am 31. August 2015]).
- Beobachtungen an Rabenvögeln im westlichen Rußland. In: Ornithologische Monatsberichte. Band 26, Nr. 5/6, 1918, S. 63–67 (biodiversitylibrary.org [abgerufen am 31. August 2015]).
- Über das Vorkommen von Kormoran, Schnatterente und Limose auf den Militscher Teichen. In: Journal für Ornithologie. Band 67, Nr. 4, Oktober 1919, S. 118–123 (biodiversitylibrary.org [abgerufen am 31. August 2015]).
- Über die Formen von Turdus musicus. In: Journal für Ornithologie. Band 67, Nr. 4, Oktober 1919, S. 485–490 (biodiversitylibrary.org [abgerufen am 31. August 2015]).
- Die im Pripjet-Sumpf und den benachbarten Gebieten festgestellten Vogelarten. In: Journal für Ornithologie. Band 68, Nr. 2, April 1920, S. 188–235 (biodiversitylibrary.org [abgerufen am 31. August 2015]).
- Die Avifauna des westlichen Pripjet-Sumpfes im Lichte der Forschung deutscher Ornithologen in den Jahren 1915–1918. In: Journal für Ornithologie. Band 68, Nr. 3–4, Juli 1920, S. 350–388 (biodiversitylibrary.org [abgerufen am 31. August 2015]).
- Otto Graf von Zedlitz: Die Avifauna des westlichen Pripjet-Sumpfes im Lichte der Forschung deutscher Ornithologen in den Jahren 1915–1918. In: Journal für Ornithologie. Band 69, Nr. 3, 1921, S. 269–399 (biodiversitylibrary.org).
- Ein Beitrag zur Biologie von Colymbus arcticus L. In: Journal für Ornithologie. Band 70, Nr. 4, Oktober 1922, S. 419–423.
- Dauerehen bei Vögeln. F. Bär, Neisse 1924.
- Rezente Verschiebungen in der Avifauna Schwedens. In: Journal für Ornithologie. Band 73, Nr. 3, Juli 1925, S. 395–417.
- Vogelwichte als Hilfsmittel für die biologische Forschung. In: Journal für Ornithologie. Band 74, 1926, S. 296–303.